# ألكسندر تراونر
ألكسندر تراونر (بالمجرية: Trauner Sándor) (و. 1906 – 1993 م) هو سينوغراف مجري، ولد في بودابست، توفي عن عمر يناهز 87 عاماً.

## التعليم
تعلم في الجامعة المجرية للفنون الجميلة.

## جوائز وترشيحات
حصل على جوائز منها:
- جائزة الأوسكار لأفضل تصميم إنتاج، عن عمل: الرجل الذي سيصبح ملك

ترشح لـ:
- جائزة الأوسكار لأفضل إخراج فني، أبيض وأسود، عن عمل: الشقة
- جائزة الأوسكار لأفضل تصميم إنتاج، عن عمل: الرجل الذي سيصبح ملك.

## وصلات خارجية
- ألكسندر تراونر على موقع IMDb (الإنجليزية)
- ألكسندر تراونر على موقع الموسوعة البريطانية (الإنجليزية)
- ألكسندر تراونر على موقع قاعدة بيانات الفيلم (الإنجليزية)

- ألكسندر تراونر في قاعدة بيانات الأفلام على الإنترنت